# 杯細胞

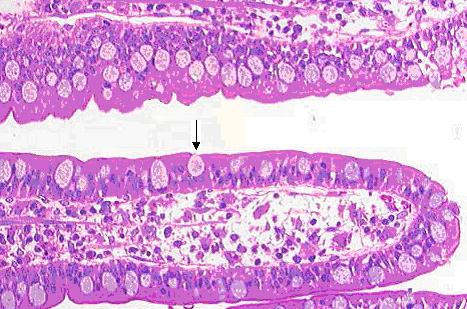
矢印:腸絨毛の杯細胞

杯細胞（さかずきさいぼう、英:goblet cell）とは粘液分泌性の単細胞腺。腸絨毛において吸収上皮細胞間に、気道粘膜においては多列繊毛上皮間に散在する。圧迫により三角形状の核が基底部に存在する。結膜上皮の杯細胞はムチンを分泌する。分泌されたムチンは角結膜の親水性を高めている。